# La Loma, Degollado
La Loma är en ort i Mexiko.   Den ligger i kommunen Degollado och delstaten Jalisco, i den centrala delen av landet, 300 km väster om huvudstaden Mexico City. La Loma ligger 1 732 meter över havet och antalet invånare är 115.
Terrängen runt La Loma är platt söderut, men norrut är den kuperad. Terrängen runt La Loma sluttar söderut. Runt La Loma är det tätbefolkat, med 343 invånare per kvadratkilometer. Närmaste större samhälle är La Piedad Cavadas, 12,5 km sydost om La Loma. I omgivningarna runt La Loma växer huvudsakligen savannskog.